# LB-серия
LB (также известная как Glomb — сокр. от англ. Glider-Bomb — Бомба-планер) — серия буксируемых планирующих бомб, разработанных ВМФ США в годы Второй мировой войны. Рассматривались как средство атаки палубной авиацией укреплённых позиций и кораблей противника из-за радиуса досягаемости ПВО. Не получили развития и в итоге уступили место параллельной программе SWOD.

## История
В 1940 году, военно-морской флот США начал рассматривать возможность применения нагруженных взрывчаткой планеров, которые бы доставлялись к цели самолётами-буксировщиками и направлялись на врага. Подобная схема (уже до некоторой степени отработанная на десантных планерах) позволяла избежать ограничений размеров, неизбежных при подвеске планирующих бомб под корпус самолёта-носителя и позволяла использовать небольшие самолёты для транспортировки крупных снарядов.
В апреле 1941 года, Отделение Аэронавтики запустило программу разработки телеуправляемого планера-бомбы, предназначенного для применения с палубных самолётов по кораблям и береговым объектам противника. Предполагалось, что самолёт с бомбой на буксире взлетит с палубы авианосца, приблизится к противнику, и направит бомбу в сторону цели. Наведение планера предполагалось осуществлять при помощи компактной телекамеры, транслирующей изображение с борта планера на экран в кабине самолёта-носителя. Управляя планером по-радио, оператор должен был направить планер точно в цель: при этом, сам самолёт-носитель оставался вне радиуса действия неприятельской ПВО.
Независимые контракты по проекту были выданы авиационным фирмам «Taylorcraft» (под обозначением XLNT-1), «Piper» (XLNP-1), «Aeronca» (XLNR-1) и «Waco» (XLRW-1). Все машины разрабатывались на базе уже существующих лёгких учебно-тренировочных планеров, для удешевления процесса разработки.
По результатам конкурса, лучшей была признана машина «Тэйлоркрафт» — XLNT-1 на базе планера TG-6, в свою очередь, являвшегося учебно-тренировочной безмоторной версией лёгкого самолёта L-2.
Однако, ВМФ США к этому моменту уже отказался от идеи создать планирующую бомбу на базе обычного учебного планера (из-за недостаточной скорости последнего) и пересмотрел требования к проекту. В сентябре 1943 года был выдан новый заказ на планеры специальной конструкции, способные нести к цели 1800 кг бомб. Заказ получили фирмы «Pratt-Read» (под обозначением LBE-1), «Piper» (LBP-1) и «Taylorcraft» (LBT-1). Первые две бомбы имели заряд в 1800 кг, третья, по неизвестным причинам — вдвое меньший.
Конструктивно, все бомбы были весьма схожи: они имели каплевидный фюзеляж с обычным оперением из вертикального и двух горизонтальных стабилизаторов. Однако, бомбы различались расположением крыла: LBE-1 была низкопланом, LBT-1 — расчалочным среднепланом, и LBP-1 — высокопланом.
Все три бомбы имели одинаковую систему радиокомандного наведения с телекамеры в носовой части, аналогичной применяемой в программе Interstate TDR

## Закрытие
К 1944 году, программа «Glomb» начала постепенно утрачивать к себе интерес флота. Главной причиной стали низкие летные характеристики планеров, летавших на небольшой скорости, и таким образом — являвшихся лёгкими мишенями для зениток и противника. К тому же система управления оказалась сложнее, чем предполагалось изначально, и страдала от недостатков, связанных с революционностью технологии компактных телекамер.
В результате, в октябре 1944 года разработка программы была прекращена, а заказ на предсерийные машины сокращён со 100 до 35 экземпляров. В итоге, в 1945 году и эти заказы были сняты. Всего по программе «Glomb» было изготовлено четыре LBE-1 и двадцать пять LBT-1. Ни одна бомба никогда не применялась в действиях.
Дальнейшим развитием программы стала планирующая бомба McDonnell LBD Gargoyle, имевшая мало общего с прототипами программы LB.